# Circonscription électorale de Gifu
La circonscription électorale de Gifu (岐阜県選挙区, Gifu-ken senkyo-ku) est une subdivision électorale de la Chambre des conseillers du Japon, représentant la préfecture de Gifu. Deux conseillers y sont élus au scrutin uninominal majoritaire à un tour.

## Conseillers
| Série 1                           | Série 1                                          | Série 1                      | Série 1                        | Élection                      | Série 2                          | Série 2                          | Série 2 | Série 2 |
| 1er (1947 : 1er, mandat de 6 ans) | 1er (1947 : 1er, mandat de 6 ans)                | 2e                           | 2e                             | Élection                      | 1er (1947 : 2e, mandat de 3 ans) | 1er (1947 : 2e, mandat de 3 ans) | 2e      | 2e      |
| --------------------------------- | ------------------------------------------------ | ---------------------------- | ------------------------------ | ----------------------------- | -------------------------------- | -------------------------------- | ------- | ------- |
|                                   | Osamu Itō (ja) (PSJ)                             | –                            | –                              | 1947                          |                                  | Jinkichi Watanabe (ja) (Ind.)    | –       | –       |
| 1950                              | Osamu Itō (ja) (PSJ)                             | –                            | –                              |                               | Shinzō Koike (ja) (PL)           |                                  | –       | –       |
|                                   | Keiichi Tanaka (ja) (PL)                         | –                            | –                              | 1953                          | Shinzō Koike (ja) (PL)           |                                  | –       | –       |
| 1956                              | Keiichi Tanaka (ja) (PL)                         | –                            | –                              |                               | Shinzō Koike (PLD)               |                                  | –       | –       |
|                                   | Keiichi Tanaka (PLD)                             | –                            | –                              | 1959                          | Shinzō Koike (PLD)               |                                  | –       | –       |
| 1962                              | Keiichi Tanaka (PLD)                             | –                            | –                              |                               | Shinzō Koike (PLD)               |                                  | –       | –       |
|                                   | Namio Nakamura (ja) (PSJ)                        | –                            | –                              | 1965                          | Shinzō Koike (PLD)               |                                  | –       | –       |
| 1968                              | Namio Nakamura (ja) (PSJ)                        | –                            | –                              |                               | Shinzō Koike (PLD)               |                                  | –       | –       |
| 1971                              | Namio Nakamura (ja) (PSJ)                        | –                            | –                              |                               | Shinzō Koike (PLD)               |                                  | –       | –       |
| 1974                              | Namio Nakamura (ja) (PSJ)                        | –                            | –                              | Heigo Fujii (ja) (PLD)        |                                  |                                  | –       | –       |
|                                   | Hiromu Asano (ja) (PLD)                          | –                            | –                              | Heigo Fujii (ja) (PLD)        | 1977                             |                                  | –       | –       |
| 1980                              | Hiromu Asano (ja) (PLD)                          | –                            | –                              | Heigo Fujii (ja) (PLD)        |                                  |                                  | –       | –       |
| ,1981                             | Hiromu Asano (ja) (PLD)                          | –                            | –                              | Takao Fujii (ja) (PLD)        |                                  |                                  | –       | –       |
| Reijō Sugiyama (ja) (PLD)         | 1981,                                            | –                            | –                              | Takao Fujii (ja) (PLD)        |                                  |                                  | –       | –       |
| Reijō Sugiyama (ja) (PLD)         | 1983                                             | –                            | –                              | Takao Fujii (ja) (PLD)        |                                  |                                  | –       | –       |
| Reijō Sugiyama (ja) (PLD)         | 1986                                             | –                            | –                              | Takao Fujii (ja) (PLD)        |                                  |                                  | –       | –       |
|                                   | Kazunobu Takai (ja) (Rengō)                      | –                            | –                              | Takao Fujii (ja) (PLD)        | 1989                             |                                  | –       | –       |
| 1992                              | Kazunobu Takai (ja) (Rengō)                      | –                            | –                              | Takao Fujii (ja) (PLD)        |                                  |                                  | –       | –       |
|                                   | Shōya Iwasaki (ja) (PSJ)                         | –                            | –                              | 1993,                         | Jun'ichi Kasahara (ja) (PLD)     |                                  | –       | –       |
|                                   | Akira Ōno (ja) (PLD)                             |                              | Kenji Hirata (ja) (Shinshintō) | 1995                          | Jun'ichi Kasahara (ja) (PLD)     |                                  | –       | –       |
|                                   | Tsuyako Ōno (Ind.)                               | 1996,                        | Kenji Hirata (ja) (Shinshintō) |                               | Jun'ichi Kasahara (ja) (PLD)     |                                  | –       | –       |
| 1998                              | Tsuyako Ōno (Ind.)                               |                              | Kenji Hirata (ja) (Shinshintō) | Iwao Matsuda (ja) (Ind.)      |                                  | Yasuo Yamashita (ja) (PDJ)       |         |         |
|                                   | Tsuyako Ōno (PLD)                                |                              | Kenji Hirata (PDJ)             | Iwao Matsuda (ja) (Ind.)      | 2001                             | Yasuo Yamashita (ja) (PDJ)       |         |         |
| 2004                              | Tsuyako Ōno (PLD)                                |                              | Kenji Hirata (PDJ)             | Iwao Matsuda (PLD)            |                                  | Yasuo Yamashita (ja) (PDJ)       |         |         |
|                                   | Takao Fujii (Ind.)                               | 2007                         | Kenji Hirata (PDJ)             | Iwao Matsuda (PLD)            |                                  | Yasuo Yamashita (ja) (PDJ)       |         |         |
| 2010                              | Takao Fujii (Ind.)                               | Takeyuki Watanabe (ja) (PLD) | Kenji Hirata (PDJ)             | Yoshiharu Komiyama (ja) (PDJ) |                                  |                                  |         |         |
| 2010                              | Siège vacant (4 décembre 2012 - 21 juillet 2013) | Takeyuki Watanabe (ja) (PLD) | Kenji Hirata (PDJ)             | Yoshiharu Komiyama (ja) (PDJ) |                                  |                                  |         |         |
|                                   | Yasutada Ōno (ja) (PLD)                          | Takeyuki Watanabe (ja) (PLD) | –                              | –                             | 2013                             |                                  |         |         |
| 2016                              | Yasutada Ōno (ja) (PLD)                          | Takeyuki Watanabe (ja) (PLD) | –                              | –                             | –                                | –                                |         |         |
| 2019                              | Yasutada Ōno (ja) (PLD)                          | Takeyuki Watanabe (ja) (PLD) | –                              | –                             | –                                | –                                |         |         |
| 2022                              | Yasutada Ōno (ja) (PLD)                          | Takeyuki Watanabe (ja) (PLD) | –                              | –                             | –                                | –                                |         |         |
|                                   | Atsuko Wakai (PLD)                               | Takeyuki Watanabe (ja) (PLD) | –                              | –                             | –                                | –                                | 2025    |         |